# Thomas Brodie-Sangster
Thomas Brodie-Sangster (Londen, 16 mei 1990) is een Brits acteur.

## Loopbaan
Brodie-Sangster, een achterneef van Hugh Grant, begon zijn carrière bij de BBC en speelde mee in onder andere Love Actually, Nanny McPhee, de serie Game of Thrones, The Maze Runner, Maze Runner: The Scorch Trials, Maze Runner: The Death Cure en de serie The Queen's Gambit.

## Filmografie
- The Miracle of the Cards (2001)
- Station Jim (2001)
- Stig of the Dumb (2002)
- Bobbie's Girl (2002)
- Mrs Meitlemeihr (2002)
- Hitler: The Rise of Evil (2003)
- Entrusted (2003)
- Ultimate Force (2003)
- Love Actually (2003)
- Feather Boy (2004)
- Nanny McPhee (2005)
- Tristan + Isolde (2006)
- The Last Legion (2007)
- The Fence (2007)
- Pinocchio (2008)
- Nowhere Boy (2010) – Paul McCartney
- Death of a Superhero (2011)
- The Baytown Outlaws (2012) – Rob
- Phantom Halo (2014) – Samuel Emerson
- The Maze Runner (2014)
- Maze Runner: The Scorch Trials (2015)
- Star Wars: Episode VII: The Force Awakens (2015)
- Maze Runner: The Death Cure (2018)
- The Artful Dodger (2023)

## Televisieseries
- Doctor Who (2007)
- Phineas and Ferb (2007-2015)
- Game of Thrones (2013-2014)
- Wolf Hall (2015)
- Godless (2017)
- The Queen's Gambit (2020)
- The Artful Dodger (2023)

## Prijzen en nominaties
- 2004 – Young Artist Award
  - Genomineerd: Beste jonge acteur
- 2004 – Golden Satellite Award
  - Genomineerd: Beste acteur in een komedie
- 2007 – Young Artist Award
  - Genomineerd: Beste jonge acteur